# Christian Scriver
Christian Scriver, född 2 januari 1629 i  Rendsburg, Holstein, död 5 april 1693 i Quedlinburg, en tysk präst och teolog, som vid 24 års ålder, prästvigdes och fick sin första tjänst i den lilla staden Stendal i Sachsen. 1667 kallades han som kyrkoherde till S:t Jacobi församling i Magdeburg, där han verkade i 23 år. 

## Psalmer
- Nu dagens sol i glans och prakt  från cirka 1671, nummer 446 i 1937 års psalmbok.